# Institution Saint-Louis-de-Gonzague
Ne doit pas être confondu avec Lycée Saint-Louis-de-Gonzague.
Pour les articles homonymes, voir Saint-Louis-de-Gonzague.
L’institution Saint-Louis-de-Gonzague (portant le nom de saint Louis de Gonzague, 1568-1591) est un établissement scolaire catholique privé sous contrat d'association avec l'État situé à Perpignan.

## Descriptif
L'école a été fondée en 1865 par Mgr Ramadié.

### Localisation
L'établissement est situé en périphérie de Perpignan dans le quartier du Vernet. On trouve notamment à proximité le lycée Aristide-Maillol (d), dont la capacité d'accueil est beaucoup plus importante.

### L'institution
L'établissement propose un accompagnement des élèves de la maternelle au lycée. Qu'il s'agisse de la maternelle, du primaire, du collège ou du lycée, tous les étages de l'enseignement sont des entités distinctes au sein de l'établissement et disposent de locaux séparés où les élèves des différents niveaux ne sont pas en contact.

## Classement du lycée
En 2015, le lycée se classe 1er sur 10 au niveau départemental quant à la qualité d'enseignement, et 294e au niveau national. Le classement s'établit sur trois critères : le taux de réussite au bac, la proportion d'élèves de première qui obtient le baccalauréat en ayant fait les deux dernières années de leur scolarité dans l'établissement, et la valeur ajoutée (calculée à partir de l'origine sociale des élèves, de leur âge et de leurs résultats au diplôme national du brevet).

## Enseignement

### Collège
Classe aménagée rugby
Depuis quelques années, l'établissement dispose sur plusieurs niveaux au collège d'une classe dont les horaires sont aménagés afin de permettre une pratique soutenue du rugby.
Les jeunes participent aux compétitions départementales, régionales, nationales et internationales de sport scolaire.

## Histoire

### Empreinte catholique
Lors de la querelle des inventaires en 1906, il est nécessaire de faire intervenir les forces de l'ordre et de détruire les portes de Saint-Louis-de-Gonzague à la hache afin de pouvoir procéder aux opérations d'inventaire.

#### Anciens élèves
- Aristide Maillol[6]
- Paul Pugnaud (1912-1995) : bac en 1929[7].
- Gaston Pams (1918-1981)[8], homme politique.
- Pierre Grau (d) (1921-2007) : bac en 1939. directeur général de Hispano Francesa de Energia Nuclear (HIFRENSA)[9].
- Thomas Bouquié (1984) : joueur de rugby
- Noël Bailbé (1924-2000) : baccalauréat en 1942, chirurgien ophtalmologue.
- Puig-Aubert (1925-1994) : champion du monde de rugby à 13.
- Maxim Granell (2005-) : joueur de rugby[10]